# Ambia (stolica tytularna)
Ambia (łac. Dioecesis Ambiensis) – stolica starożytnej diecezji w prowincji rzymskiej Mauretanii Caesariensis. Współcześnie w Algierii, obecnie katolickie biskupstwo tytularne.

## Biskupi
| Lp. | Biskup                     | Funkcja                                    | Od              | Do                |
| --- | -------------------------- | ------------------------------------------ | --------------- | ----------------- |
| 1   | Alexandre Roy              | wikariusz apostolski Bangueolo (Zambia)    | 28 maja 1934    | 10 lutego 1984    |
| 2   | Eduardo Mirás              | biskup pomocniczy Buenos Aires (Argentyna) | 1 marca 1984    | 20 listopada 1993 |
| 3   | Carlos Altamirano Argüello | biskup pomocniczy Quito (Ekwador)          | 3 stycznia 1994 | 14 lutego 2004    |
| 4   | Víctor Sánchez Espinosa    | biskup pomocniczy Miasta Meksyk (Meksyk)   | 2 marca 2004    | 5 lutego 2009     |
| 5   | Giovanni Migliorati        | wikariusz apostolski Awasy (Etiopia)       | 21 marca 2009   | 12 maja 2016      |
| 6   | Roberto Bergamaschi        | wikariusz apostolski Awasy (Etiopia)       | 29 czerwca 2016 |                   |